# Sojuz TM-27
Sojuz TM-27 (ryska: Союз ТM-27) var en flygning i det ryska rymdprogrammet. Flygningen gick till rymdstationen Mir. Farkosten sköts upp med en Sojuz-U-raket, från Kosmodromen i Bajkonur den 29 januari 1998. Den dockade med rymdstationen den 31 januari 1998. 
Den 20 februari 1998 flyttades farkosten från Kvant-1-modulens dockningsport till rymdstationens främre dockningsport. 
Farkosten lämnade rymdstationen den 25 augusti 1998. Några timmar senare återinträdde den i jordens atmosfär och landade i Kazakstan.
Man genomförde 5 rymdpromenader.